# Heinrich Friedrich von Diez

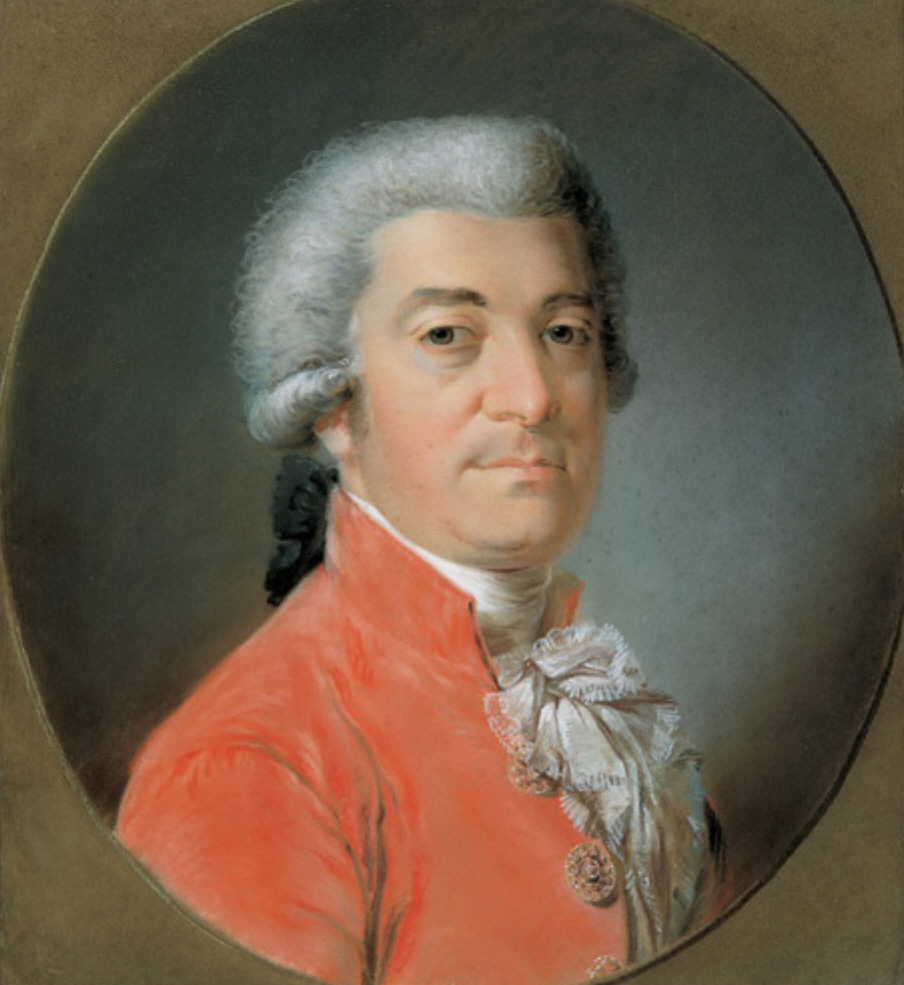
Heinrich Friedrich von Diez

Heinrich Friedrich von Diez (ur. 2 września 1751 w Bernburg (Saale), zm. 7 kwietnia 1817 w Berlinie) – pruski dyplomata.

## Życiorys
W latach 1784–1791 był pruskim posłem w Konstantynopolu.
W Staatsbibiothek w Tybindze są dziś przechowywane cztery albumy, które von Diez zakupił podczas swego pobytu w Imperium Osmańskim.
W 1787 roku, jego francuski kolega, ambasador na dworze Osmanów Marie-Gabriel-Florent-Auguste de Choiseul-Gouffier złożył przed swoim ministerium skargę na nielojalne wobec francuskiego sojusznika postępowanie posła szwedzkiego, którym był wtedy Gerhard Johan von Heidenstam. Heidenstam, ambasador brytyjski Sir Robert Ainslie i Heinrich von Diez, starali się bowiem przekonać Osmanów by nie przyjmowali warunków pokojowych, które proponowała Francja, jako pośredniczka w rokowaniach z Rosją. Francja była bardzo zaniepokojona zainteresowaniem brytyjskim i pruskim sprawami osmańskimi, o którym świadczyły ruchy Dieza i Ainsliego.
Diez był człowiekiem świetnie wykształconym, znawcą nauk humanistycznych a zwłaszcza Orientu, członkiem berlińskiej Akademii Nauk i przyjacielem Goethego, któremu doradzał gdy pisarz podejmował tematykę arabską bądź turecką w swych powieściach.
Diez pomógł w karierze Friedrichowi Tholuckowi duchownemu i uczonemu, którego przyjmował w swym berlińskim domu.